# Мовезен
Мовезе́н (фр. Mauvaisin, окс. Malvesin) — коммуна во Франции, находится в регионе Юг — Пиренеи. Департамент — Верхняя Гаронна. Входит в состав кантона Найу. Округ коммуны — Тулуза.
Код INSEE коммуны — 31332.

## География

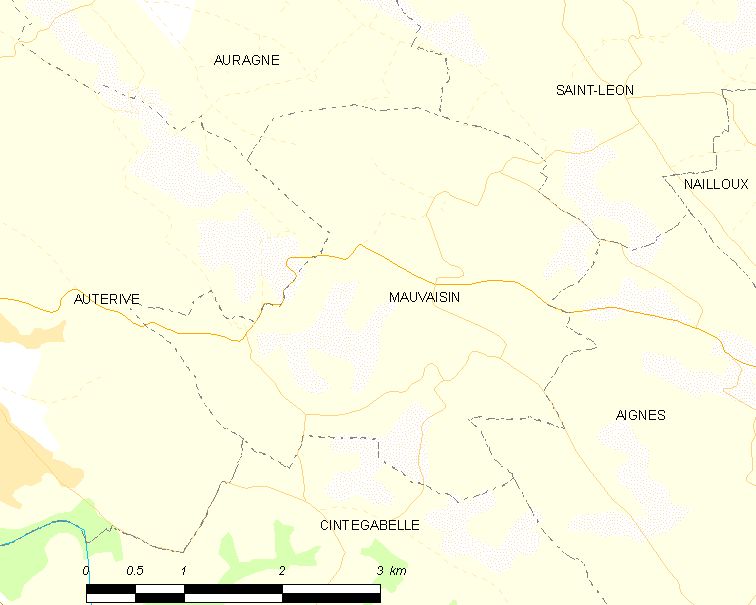
Карта коммуны

Коммуна расположена приблизительно в 620 км к югу от Парижа, в 29 км к югу от Тулузы.

## Климат
Климат умеренно-океанический. Зима мягкая и снежная, весна характеризуется сильными дождями и грозами, лето сухое и жаркое, осень солнечная. Преобладают сильные юго-восточные и северо-западные ветры.

## Население
Население коммуны на 2010 год составляло 223 человека.
| 1962 | 1968 | 1975 | 1982 | 1990 | 1999 | 2010 |
| ---- | ---- | ---- | ---- | ---- | ---- | ---- |
| 232  | 210  | 184  | 195  | 225  | 252  | 223  |

## Администрация
| Период | Период | Фамилия        | Партия | Примечания |
| ------ | ------ | -------------- | ------ | ---------- |
| 2001   | 2008   | Андре Крузий   |        |            |
| 2008   | 2020   | Бландин Каналь |        |            |

## Экономика
В 2010 году среди 153 человек трудоспособного возраста (15—64 лет) 124 были экономически активными, 29 — неактивными (показатель активности — 81,0 %, в 1999 году было 82,7 %). Из 124 активных жителей работали 115 человек (57 мужчин и 58 женщин), безработных было 9 (5 мужчин и 4 женщины). Среди 29 неактивных 11 человек были учениками или студентами, 9 — пенсионерами, 9 были неактивными по другим причинам.

## Достопримечательности
- Церковь Нотр-Дам
- Замок Мовезен (XVIII век). Исторический памятник с 1993 года[4]